# Fysisk attraktivitet
Fysisk attraktivitet är den attraktionskraft någon har ifråga om utseende, vilket är en parameter ifråga om den totala attraktiviteten. Uppfattningar om den fysiska attraktiviteten är av betydelse för estetiken och evolutionsteorin, det senare eftersom det sexuella urvalet är en central mekanism i evolutionen. För estetikens vidkommande berör frågor om fysisk attraktivitet centrala frågeställningar för ämnet, såsom huruvida uppfattningen om skönhet är kulturellt betingad eller objektiv och allmängiltig.
Studier i den fysiska attraktiviteten brukar bedöma och mäta kroppsstorlek, kroppsmått, symmetri, markörer för könshormoner, med mera. Enligt en brett accepterad uppfattning kan fysisk attraktivitet definieras som signaler för god hälsa och välbefinnande, och därmed signaler om lyckad graviditet, förlossning och barnuppfostran. Parallellt med detta finns vetenskapligt belägg för att ett slags mellanting av alla ansikten man sett motsvarar ens skönhetsideal.
För båda könen gäller bilateral symmetri som en attraktivitetsmarkör, både vad gäller ansikte och kropp. Symmetrin visar på stabilitet under utvecklingen, och kan rubbas av stress under tillväxten från fosterstadium till vuxen ålder. Sekundära könskarakteristika är också viktiga för den fysiska attraktiviteten, såsom markerade kvinnobröst.
Uppfattningen om någons skönhet tycks bero på hur väl ansiktets strukturer lever upp till gyllene snittet, och gäller båda könen.

## Kvinnors fysiska attraktivitet
Kvinnors attraktivitet mäts ofta i midja-höft-kvot och BMI, dock med förbehåll att dessa parametrar är ofullständiga. I västvärlden bedöms ett BMI på omkring 20 vara mest attraktivt. En studie har visat att midja-höft-kvoten är viktigare för bedömningen av attraktiviteten bakifrån än framifrån. Idealet för midja-höft-kvoten varierar mycket i västvärlden, på mellan 0,6 och 0,9. De flesta västerländska studier visar att en kvot på 0,7 föredras, men det är små poängskillnader mellan de olika kvoterna. En jämförelse mellan ideal hos heterosexuella män i Storbritannien och Malaysia visar attThe Tall Ships' Races BMI är viktigare än midja-höft-kvot, och att fattiga män på landet föredrar kvinnor med något högre BMI (21-22) än rikare stadsbor (20-21). En annan jämförelse, mellan britter och greker, visade att midja-höft-kvoten var viktig för greker men inte för britter, vilket skulle kunna bero på kulturella skillnader i kvinnosyn.
Benens längd relativt kroppslängden visar på näringstillgång under uppväxten, och är ytterligare en vanlig bedömningsgrund vid studier av attraktivitet. Kvinnor med relativt sett långa ben anses vara mer attraktiva, men en polsk studie har visat att män föredrar ben som bara är något längre än genomsnittet. Höga klackar ökar den fysiska attraktiviteten, vilket kan bero på att det förändrar personens gångrörelser som uppfattas bli mer feminina med sådana skor.
Mer komplexa studier, med kupstorlekar, midja, höftmått och benlängd, har visat att attraktivitet snarare handlar om interaktionen mellan kroppsdelar än kroppsdelarna eller en kvot tagna för sig. Förutom kroppsmått, är ålder, hudton, hårfärg och hårlängd viktigt vid bedömningen av attraktivitet. Män tenderar att uppfatta blondiner som yngre än brunetter.
Kvinnliga ansikten som visar störst sexuell dimorfism bedöms vara mer attraktiva, men flera studier har gemensamt kommit fram till att viktigast är symmetrin. Ansikten med högre grad av neoteni anses vara mer feminina. Neoteni, ung ålder och genomsnittliga ansiktsdrag rankas som attraktivt, medan asymmetri och avvikelser från vanliga proportioner som oattraktivt, oberoende av kultur. Neoteni är en mer eftertraktad egenskap inom populationen än vid bedömningen av ansikten från andra kulturer. Män tenderar att värdera ansiktet högre än kroppen för långa förhållanden, men omvänt för korta förhållanden. Kvinnliga ansikten som är glada rankas som mer attraktiva än ansikten som visar stolthet, medan ansikten som visar skamkänslor rankas som tämligen attraktiva.
Östrogen tycks öka kvinnors attraktivitet, och progesteron minska den. Detta korrelerar med hormonförändringarna under menstruationscykeln och hormonstatusen under ägglossning.

## Mäns fysiska attraktivitet
Till skillnad från kvinnor tror smala män ofta att de är mindre attraktiva än vad kvinnor med samma BMI anser sig vara. Generellt sett föredrar heterosexuella kvinnor muskulösa män med ett BMI på omkring 20 och med V-formad överkropp, men det är små skillnader på attraktivitet mellan smala och medelviktiga män.
Några studier har visat att män med något kortare ben brukar anses vara mer attraktiva, vilket har vederlagts av den polska studien som visade att kvinnor liksom män föredrar ben som är något längre än genomsnittet.
Olika studier kommer fram till olika svar på om kvinnor föredrar män med maskulina eller feminina ansiktsdrag. Om ansiktets maskulinitet är markerad tillskrivs personen ofta negativa, stereotypt manliga egenskaper. Ansiktet räknas som viktigare för många kvinnor när de väljer partner, än kroppen, oavsett om det gäller långa eller korta förhållanden. Typiskt manliga ansiktsdrag beror på höga nivåer testosteron. Viktigare än sådan manlighet tycks ansiksfärgen vara för bedömningen av mannens attraktivitet, där hudtoner med ökad rödhet, gulhet och ljus signalerar god hälsa och är mer attraktivt. Svårighet att avgöra vad en hälsosam hudton är kan göra kvinnor mindre attraherade äv män med annan etnicitet. Hudtonen i ansiktet är åldersrelaterad. Ju jämnare hudton, desto bättre distribution av  hemoglobin och melanin i huden och desto yngre och mer attraktiv bedöms mannen vara. Kraftig skäggstubb tycks kvinnor finna mest attraktivt, men fullt utväxt skägg och att vara nyrakad minskar attraktiviteten. Ju mer fertil kvinna, desto mer maskulin uppfattar hon män bli med mer och mer utväxt skägg.
Undersökningar från djurvärlden visar att homosexuella beteenden ökar hannars attraktivitet för honor, något som också har ansetts gälla människor. Också vid djurförsök har det visat sig att manlig attraktivitet korrelerar omvänt med hur mycket de investerar i parningsbeteenden; ju mer attraktiv hanne desto mindre investeringar i uppvaktningen av honan. En återkommande fråga angående honors urval av attraktiva hannar är huruvida det sexuella urvalet leder till bättre gener hos avkomman eller om det finns en preferens som bara gör avkomman mera fysiskt attraktiv. En metastudie från 2012 kom fram till att den senare teorin har mest stöd, nämligen att det sexuella urvalet endast leder till mer attraktiv avkomma, men också att urvalet leder till att avkomman ärver vissa psykiskt adaptiva egenskaper. En stor mängd forskning angående attraktivitet har studerat huruvida kvinnors sexuella preferenser skiljer sig åt beroende på vilken del av menstruationscykeln hon befinner sig i (under vilken hon pendlar mellan fertilitet och oförmåga att bli gravid). En metastudie från 2014 kom fram till att under fertila faser tenderar kvinnor att i högre grad föredra män som de antar bär på goda anlag, men att stora förändringar i preferens under menstruationscykeln snarare gäller attravitieten för korta förhållanden medan preferenserna för långa förhållanden inte skiljer sig nämnvärt åt under cykeln.
Det är en väletablerad uppfattning att mäns fysiska attraktivitet är av betydelse för deras möjligheter i demokratiska valsituationer, exempelvis politiska sådana. Den fysiska attraktiviteten skiljs då från upplevelser av kandidatens trovärdighet. Fysisk attraktivitet är viktigare i oro och under krigstid, och trovärdighet viktigare under fredstid. Detta tycks sammanhänga med uppfattningen om att attraktivitet kan kopplas till stark hälsa, en egenskap som är viktigare i krig. Glada män bedöms vara mindre attraktiva än om deras ansikten visar skamkänslor, och ansikten som visar skamkänslor är mindre attraktiva än stolta ansiktsuttryck.

## Andra parametrar
Studier i fysisk attraktivitet konfronteras ofta med frågor om hur viktig den egenskapen är vid valet av partner. Andra viktiga parametrar är social status, inkomst, intelligens och färdigheter. Korrelationen mellan dessa parametrar är också ett stort studium. Det finns en liten men signifikant korrelation mellan intelligens och fysisk attraktivitet.
Den fysiska attraktiviteten är inte bara relevant ifråga om valet av partner. Det kan också påverka inkomst, det påverkar uppfattningen om kvinnliga (men inte manliga) solisters sångförmåga, och inställningen till ens person. Fysiskt attraktiva personer tillskrivs mer socialt eftersträvansvärda egenskaper, antas vara mer lyckliga, kompetenta och framgångsrika, och vara bättre partners och föräldrar.